# Giacomo Rondinella

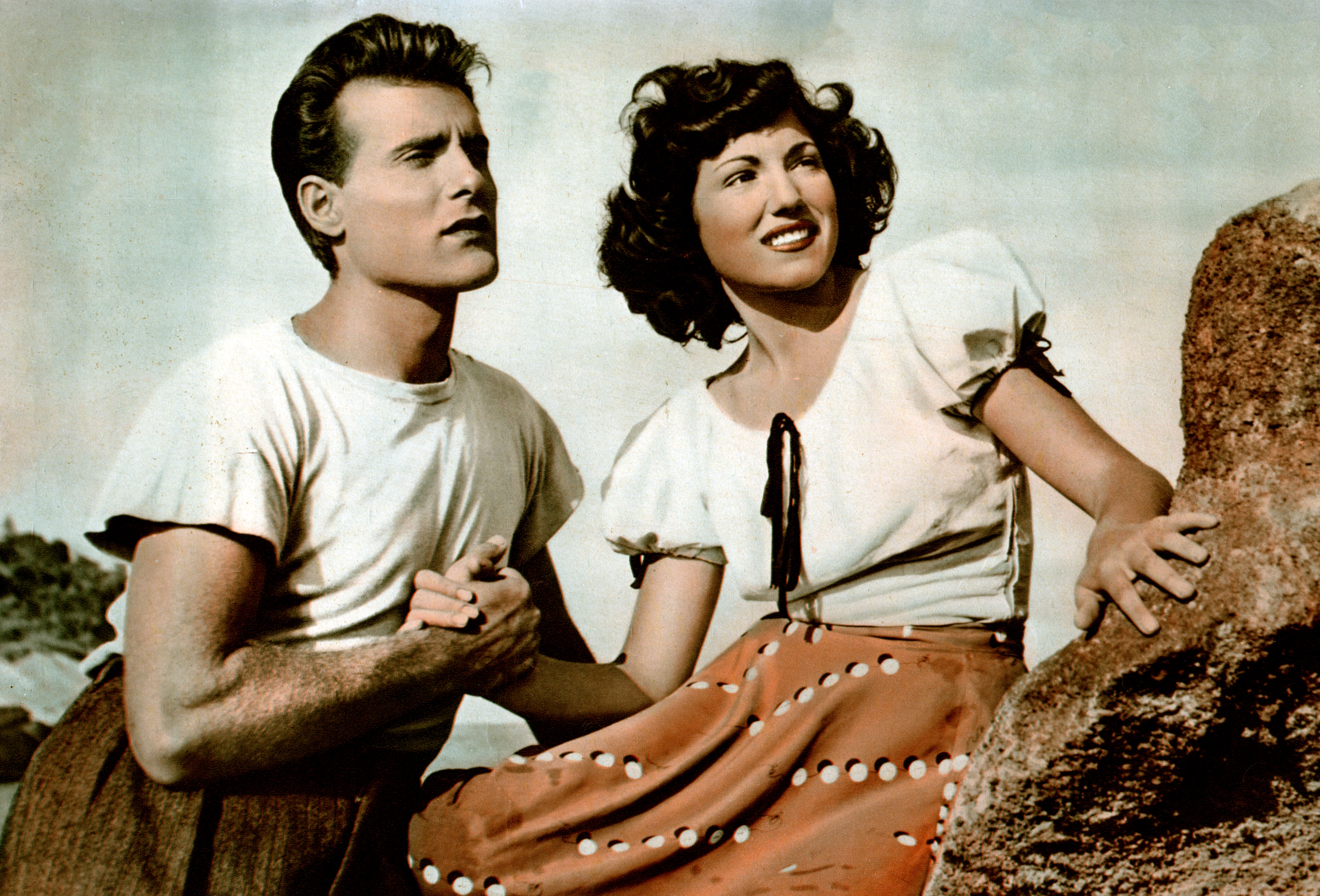
Giacomo Rondinella et Maria Fiore dans le film Città canora (1953)

Giacomo Rondinella, né à Messine le 30 août 1923 et mort à Fonte Nuova le 26 février 2015, est un chanteur et acteur italien.

## Biographie
Giacomo Rondinella est né à Messine. Fils d'un couple de napolitains, acteurs et chanteurs, il commence une carrière de chanteur après la Seconde Guerre mondiale, après avoir renoncé à une carrière militaire et une carrière comme un boxeur,.
Début 1944, il remporte un concours de variétés pour débutants « Nouvelles voix » organisé par Radio Napoli, et devient rapidement une vedette de la « Canzone Napoletana » (Chanson napolitaine),.
Giacomo Rondinella, ami de Totò et d'Eduardo De Filippo, a notamment enregistré la chanson « Malafemmena », morceau composé et mis en musique par Totò en 1951.  Il a également une carrière prolifique comme acteur de théâtre et de cinéma, avec un pic dans la première moitié des années 1950. Son jeune frère Luciano a également eu une carrière d'acteur et de chanteur,.

## Discographie

### 78 tours
- 1951 : Luna rossa / Me so 'mbriacato 'e sole (Fonit, 13525)
- 1951 : Luna rossa / Anema e core (Fonit, 13633)
- 1951 : Malafemmena / Che m'ha saputo fà stu quarto 'e luna (Fonit, 13657)
- 1951 : I pensieri volano / Una bottiglia di cognac (Fonit, 13662)
- 1951: Bimba gelosa / Il valzer del '900 (Fonit, 13663)
- 1951 : Vostra bellezza / Nostalgia di Roma (Fonit, 13664)
- 1952: Aggio perduto 'o suonno / Nun si 'na femmena (Fonit, 13858)
- 1952 : Femmina / Aggio perduto 'o suonno (Fonit, 13907)
- 1954: Serenata embè / Ddoje lacreme (Fonit, 14605)
- 1956: A palummella / Suspiranno 'na canzone (Fonit, 15364)
- 1956 : Nun t'addurmì / Suspiranno 'na canzone (Fonit, 15367)
- 1956: Guaglione / Chella llà (Fonit, 15387)

### 25 cm
- 1956 : Giacomo Rondinella au 4e Festival della canzone napoletana (Fonit, LP 195)

### 45 tours
- 1956 : Piccerella / Guaglione (Fonit, SP 30051)
- 1956 : Nun t'addurmì / Dincello tu (Fonit, SP 30052)
- 1956 : Suspiranno 'na canzone / Na voce 'na chitarra e 'o poco 'e luna (Fonit, SP 30053)
- 1956 : Sciummo / Aggio perduto 'o suonno (Fonit, SP 30057)
- 1958: Tiempe belle / Gina mia (Fonit, SP 30227)
- 1958 : Giulietta e Romeo / O calippese napulitano (Fonit, SP 30306)
- 1958 : A resatella / Va, musica d'amore (Fonit, SP 30393)
- 1961: E aspetto a tte / Ce steva na vota (Fonit, SP 30955)
- 1961 : Serenella / Tu si comme 'na palummella (Fonit, SP 30984)
- 1962: Il nostro amore / Il bacillo dell'amore (Fonit, SP 31038)
- 1964: So' turnato cu tte / Schiavone (RCA Italiana, PM45-3283)
- 1968: Meno 10 meno 5 meno 4 meno 3 / Amalfi (Cja records, CQ 1600)
- 1968 : Mo levo o nun mo levo / Sì tu (Cja records, CQ 1601)
- 1968 : Guappetella / Voglio a tte! (Hello, HR 9011)
- 1969: Giuvanne simpatia / Canzuncella 'mbriaca (Storm 4043)

## Filmographie
- 1946 : Notte di tempesta de Gianni Franciolini
- 1947 : L'isola del sogno de Ernesto Remani
- 1947 : Ultimo amore de Luigi Chiarini
- 1947 : Noël au camp 119 (Natale al campo 119) de Pietro Francisci
- 1947 : Fiamme sul mare de Michał Waszyński et Vittorio Cottafavi
- 1950 : Naples millionnaire de Eduardo De Filippo
- 1950 : Dimanche d'août de Luciano Emmer - bande son
- 1951 : Porca miseria! de Giorgio Bianchi
- 1952 : Città canora de Mario Costa
- 1952 : Solo per te, Lucia de Franco Rossi
- 1952 : Viva il cinema! de Giorgio Baldaccini et Enzo Trapani
- 1952 : Où est la liberté ? de Roberto Rossellini
- 1953 : Cuore di spia de Renato Borraccetti
- 1953 : Dieci canzoni d'amore da salvare de Flavio Calzavara
- 1953 : ...e Napoli canta! de Armando Grottini
- 1953 : Femmina senza cuore de Renato Borraccetti
- 1953 : Finalmente libero de Mario Amendola et Ruggero Maccari
- 1953 : Siamo ricchi e poveri de Siro Marcellini
- 1953 : Voto di marinaio de Ernesto De Rosa
- 1953 : Viva la rivista! de Enzo Trapani - bande son
- 1954 : Le Carrousel fantastique de Ettore Giannini
- 1954 : Lettera napoletana de Giorgio Pàstina
- 1954 : Desiderio 'e sole de Giorgio Pàstina
- 1954 : Cento serenate de Anton Giulio Majano
- 1954 : Cuore di mamma de Luigi Capuano
- 1954 : Mamma, perdonami! de Giuseppe Vari
- 1954 : Napoli terra d'amore de Camillo Mastrocinque
- 1954 : Piscatore 'e Pusilleco de Giorgio Capitani
- 1954 : Disonorata (senza colpa) de Giorgio Walter Chili
- 1954 : Di qua, di là del Piave de Guido Leoni
- 1954 : Violenza sul lago de Leonardo Cortese
- 1954 : Viaggio in Italia de Roberto Rossellini  - bande son
- 1954 : Addio, mia bella signora! de Fernando Cerchio  - colonne sonore
- 1955 : Cantami: Buongiorno Tristezza! de Giorgio Pàstina
- 1955 : Quando tramonta il sole de Guido Brignone
- 1963 : Urlo contro melodia nel Cantagiro 1963 de Arturo Gemmiti
- 1983 : Zampognaro innamorato de Ciro Ippolito